# Кюлюг-Сибир хан
Кюлюг-Сибир хан (кит. упр. 莫賀咄可汗, пиньинь moheduokehan, палл. Мохэдо кэхань) — каган Западно-тюркского каганата с 630 года по 631 год. Ставленник племени дулу. Сверг и убил Тун ябгу кагана.

## Правление
Новый каган столкнулся с недовольством большей части подданных, которым была приятна политика Тун ябгу. Нушиби сразу подняли восстание. Во главе восстания стоял Нишу Кана-шад. Кюлюг-Сибир пробовал заключить союз с Тан: отправлял посольство, даже просил брака. Ли Шиминь ответил, что ситуация в Западном каганате говорит о потере значения каганской власти и из-за междоусобицы неясно, кто будет следующим каганом. Вскоре сын Тун ябгу Ирбис Ышбара бежал к нушиби и они провозгласили его каганом. Князья сиюя также поддержали Ирбиса.
В 631 Кюлюг-Сибир хана покинули все союзники и он бежал на Алтай, но нушиби догнали и убили его.